# Agromyza
Agromyza es un género de moscas minadoras de la familia Agromyzidae. Los adultos se reconocen por sus órganos estridulantes en el fémur posterior y en el primer segmento abdominal, tanto en los machos como las hembras. Los halterios suelen ser blancos o amarillos, aunque hay excepciones, especialmente en las especies tropicales. 
La mayoría de las larvas hacen minas en las hojas de una gran variedad de plantas. Unas pocas construyen agallas. Varias especies son plagas de la agricultura.

## Véase también

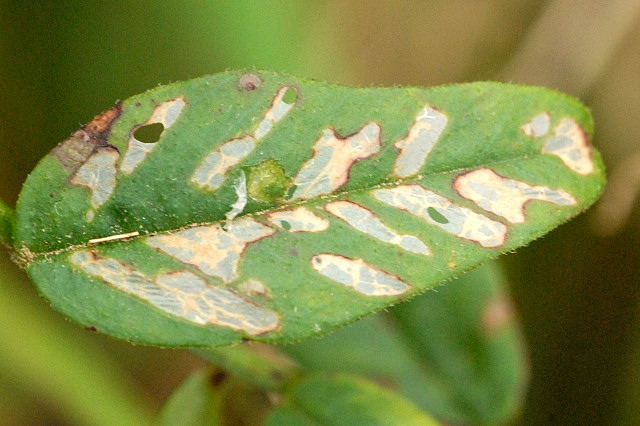
Minas causadas por A. vicifoliae